# Übertreiben
Übertreiben beschreibt im Bergbau die Situation, dass der Förderkorb bei der Schachtförderung erst oberhalb der Hängebank zum Stehen kommt. Insbesondere, seit Dampfmaschinen und Elektromotoren als Antrieb für die Fördermaschinen eingesetzt werden, besteht die Gefahr, dass die Körbe infolge einer Störung wegen ihrer größeren Geschwindigkeit bis an das obere Ende des Fördergerüsts gezogen werden.

## Ursachen
Die Ursachen für das Übertreiben sind sehr unterschiedlich. So kann es durch einen Fehler in der Steuerung dazu kommen, dass die Fahrbremse nicht aufgelegt wird, wenn sich das beladene Fördermittel am oberen Anschlag befindet. Dadurch wird das Fördermittel aufgrund des Eigengewichtes abwärts gezogen und erreicht eine so hohe Geschwindigkeit, dass es bis in den Schachtsumpf fährt. Eine weitere Ursache für das Übertreiben kann ein Defekt des für die Einfahrüberwachung zuständigen Schalters sein. Dann wird das Fördermittel nicht passend abgebremst und fährt über den obersten Anschlag hinaus. Mechanische Defekte an Steuereinrichtungen können ebenfalls dazu führen, dass das Fördermittel nicht entsprechend abgebremst wird und es somit zum Übertreiben kommt. Auch menschliches Fehlverhalten kann eine Ursache für Übertreiben sein.

## Folgen
Durch den Aufprall gegen die Seilscheiben kann es zu Schäden am Fördergerüst kommen. Als Folge davon kann es zu einem Seilriss kommen. Bei der Treibscheibenförderung sind dabei die Bergleute von beiden Förderkörben gefährdet, die am gleichen Seil hängen. Als Schutz setzt man heute eine Einfahrüberwachung ein. Typisch ist ein Magnetschalter in einem mit Schutzgas gefüllten Glasröhrchen. Damit der Korb nicht bis unter die Seilscheiben fährt, gibt es die Übertreibsicherung und zum kompletten Stoppen der Fördermittel den Prellträger.

## Vorfälle in der Betriebspraxis
Am 28. September des Jahres 1898 kam es auf der Zeche General Blumenthal während der Seilfahrt zu einem Übertreiben der Förderkörbe, hierbei kamen 17 Bergleute ums Leben. Am 25. März des Jahres 1926 kam es auf der Zeche Oberhausen während der Seilfahrt zu einem Übertreiben der Förderkörbe. Der nach oben gehende Förderkorb wurde bis unter die Prellträger gezogen. Die Wucht war so stark, dass das Förderseil riss. Der Korb setzte beim Zurückfallen auf die Fangstützen auf. Der nach unten treibende Korb wurde beim Einfahren mit voller Wucht in den Schachtsumpf gezogen. Dieser Korb wurde um die Wendeholzverlagerung gezogen und stark verformt. Bei diesem Vorfall kamen 13 Bergleute ums Leben. Im Jahr 1983 kam es auf einer Schachtanlage an einer Blindschachtförderanlage zu einem Übertreiben, dabei wurde der Förderkorb mit hoher Geschwindigkeit bis in die Spurlattenverdickung und anschließend gegen den Prellträger gefahren. Bei diesem Vorfall wurde ein Bergmann leicht verletzt.